# Амвросіастер
Амвросіастр (Амбросіастер) — ім'я невідомого автора коментаря до послань святого Павла, написаного десь між 366 і 384 роками н.е. Цей коментар довгий час помилково приписували святому Амвросію, звідси й назва «Амвросіастр» (дослівно латиною: «правильний Амвросій»). Були висунуті різні припущення щодо справжньої особистості Амвросіастра, і кілька інших робіт приписуються тому ж автору з різним ступенем достовірності.

## Коментар до Павла
Коментар до тринадцяти листів Павла вважається цінним як свідчення стану латинського тексту послань Павла до появи Вульгати Єроніма, а також, як приклад тлумачень Павла до праць Аврелія Августина. Традиційно його приписували Амвросію, але в 1527 році Еразм Ротердамський поставив під сумнів точність цього припису, і анонімний автор став відомий як «Амвросіастр». Колись вважалося, що це ім’я придумав Еразм, однак Рене Ховен у 1969 році показав, що це було неправильно, і що насправді слід віддати належнеМааврісті. Пізніші вчені слідували в цій оцінці Ховену, хоча також було припущено, що назва йому дав Франциск Лукас Бругенсіс.
Спроби ототожнити Амвросіастра з відомими авторами тривали, але безуспішно. Оскільки Августин цитує коментар Амвросіастра до Римлян 5:12 під назвою «Іларій», багато критиків намагалися ототожнити Амвроасіастра з одним із багатьох письменників на ім’я «Іларій», що діяли в той період. 
У 1899 році Жермен Морен припустив, що письменником був Ісаак, навернений єврей і автор трактату про Трійцю і Втілення, який був засланий до Іспанії у 378–380 роках, а потім знову повернувся до іудаїзму. Згодом Морін відмовився від цієї теорії авторства на користь Децима Іларіана Іларіуса, проконсула Північної Африки у 377 році. 
Крім того, Паоло Анджело Балєріні намагався підтримати традиційне приписування твору Амвросію, у своєму повному виданні творів цього святого отця. Однак це викликало багато нарікань, оскільки це б вимагало, щоб Амвросій написав книгу до того, як став єпископом, а потім додав її в наступні роки, включивши пізніші зауваження Іларія Пуатьє щодо Римлян. Таким чином, жодні ідентифікації не набули стійкої популярності серед вчених, і особа Амвросіастра залишається загадкою.

## Інші роботи
Кілька інших творів, які зараз збереглися лише у вигляді фрагментів, були приписані цьому самому автору. Серед них коментар до 24 глави Матвія і обговорення притчі про закваску, заперечення Петра та арешт Ісуса. У 1905 році Олександр Сутер встановив, що Амвросіастр також був автором Quaestiones Veteris et Novi Testamenti, великої збірки екзегетичних і полемічних трактатів, рукописи якіх традиційно приписують Аврелію Августину.

## Вплив
Багато вчених стверджують, що роботи Амвросіастра були по суті пелагіанськими, хоча це твердження суперечливе. Пелагій багато цитував його. Наприклад, Альфред Сміт стверджує, що «погляд Пелагія на Приречення, здається, взяв у Амбросіастра. Його вчення про первородний гріх, схоже, походить з того самого джерела». Однак Аврелій Августин також користався коментарями Амвросіастра.